# Ахваз
Ахва́з (Авазо файле) — исторический мегаполис на юго-западе Ирана, административный центр остана Хузестан и шахрестана Ахваз.
После переноса административного центра остана из Шуштера в Ахваз в 1924 году, город по сей день сохраняет этот статус.
Ахваз — восьмой по численности населения город Ирана и пятый по величине после Тегерана, Мешхеда, Исфахана и Шираза.
Река Карун, являющаяся самой полноводной в Иране и одной из двух судоходных рек страны, протекает через центр города. Таким образом, Ахваз расположен по обеим сторонам реки Карун.
С целью улучшения связи между восточной и западной частями города, через Карун построено несколько крупных мостов, благодаря чему Ахваз получил прозвище «Город мостов».
К числу важнейших иранских предприятий, расположенных в Ахвазе, относятся: Национальная компания нефтяных районов Юга (крупнейший нефтедобытчик страны), Национальная буровая компания Ирана (ведущий оператор буровых работ), Хузестанский металлургический комбинат — один из крупнейших производителей стали в стране, а также представительства других крупных иранских предприятий.
Ахвазское нефтяное месторождение — крупнейшее в Иране и третье по величине в мире.

## История
Принято утверждать, что в основании Ахваза участвовали эламиты. Они, по всей вероятности, на территории нынешнего Ахваза соорудили поселение под названием Тарьяна. По мнению части историков, в древние времена название города звучало как Оуксин. В период правления династии Ахеменидов Ахваз также носил название Хоудж или Худжистан. Дарий Первый в своей Бехистунской надписи дал этому городу имя «Хузистан». «Хуз» на языке эламитов означает «сахарный тростник», соответственно, Хузистан означает — «заросли сахарного тростника». Современное имя «Ахваз» досталось городу уже в раннеисламский период. Оно, по всей вероятности, происходит от арабского слова со значением «Присвоение».
Причиною того, что город Ахваз заново расцвел, надо считать создание Суэцкого канала (оно имело место в 1869 г.). Как следствие этого события, морской торговый путь для обитателей Европы оказался заметно короче, в связи с чем они активно начали использовать Ахваз для своих путешествий. Насер-ад-Дин шах решил извлечь из этого выгоду, начав развивать торговлю, а также судоходство, в бассейне реки Карун. Он приказал губернатору (перс.: вали) Хузистана построить возле старого г. Ахваз порт под названием «Бендер-Насери». В ходе строительства этого порта название города Ахваз было заменено на иное имя — «Насерийе», однако позднее, в период Реза-шаха, проводившего политику против Каджаров, городу было возвращено старое имя Ахваз

### Ахваз в «ЭСБЕ»

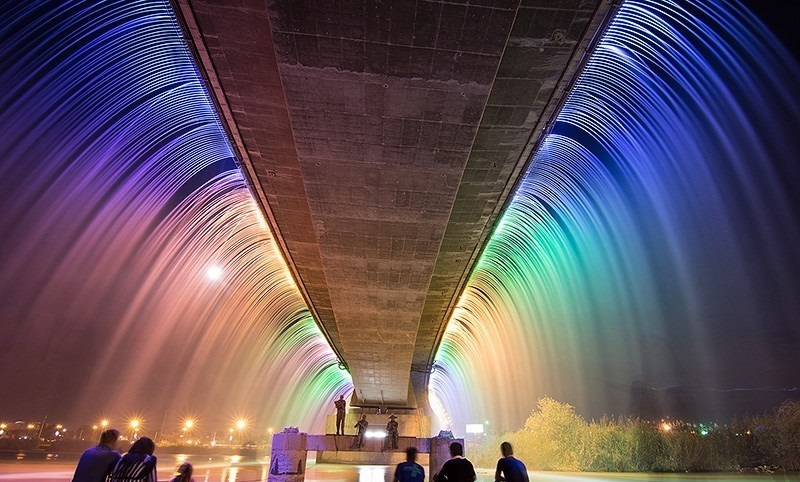
Мост

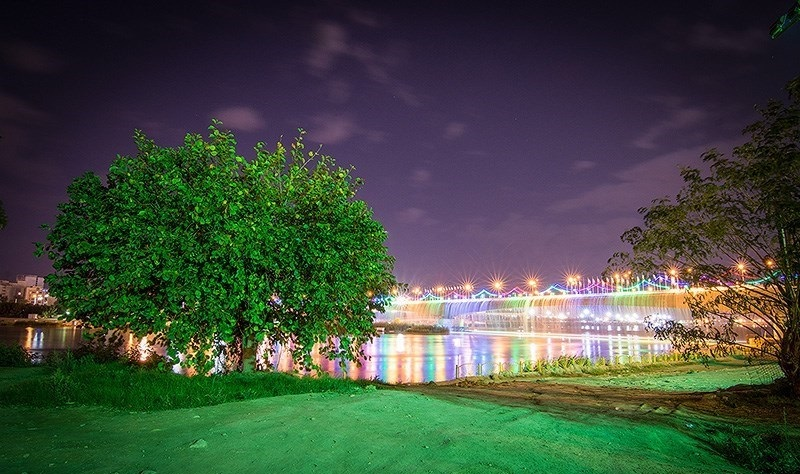
Ахваз-сити

В конце XIX — начале XX века на страницах Энциклопедического словаря Брокгауза и Ефрона так описывался этот населённый пункт: «Ахвас — некогда зимняя резиденция персидских царей, ныне незначительное местечко с 600 жит. в персидской провинции Хузестан, лежит в 75 км к югу от древней столицы Шуштер, на левом берегу реки Каруна, впадающего под Басрой в соединённый Тигр и Евфрат. Местечко это выстроено из камней, взятых из развалин древнего города А., близ которого оно расположено, и который можно ещё узнать по остаткам дворца и моста. Развалины эти образуют длинный раскинутый на 17 км ряд курганов, усеянных обтёсанными плитами, кирпичами, обломками терракоты или гончарной работы. В особенности замечательны жернова, имеющие от 1,25 до 1,90 м в диаметре, которые, по-видимому, предназначались для измельчения тростникового сахара, привозившегося сюда в большом количестве. На одном из этих курганов высится громадный столб, сооружённый из плит и кирпичей, окрашенных в различные цвета; арабы называют его Каср, т. е, замок. Древний А. был главным городом одноимённой провинции и до 227 г. по Р. X. служил резиденцией последнего парфянского царя Артабана IV. При Новоперс. монархии здесь выступил Мани, как основатель манихейства. В IV стол. резиденция несторианского епископа была переведена отсюда в Гондисапор. Под владычеством арабов, у которых и город Сусаль-Ахваз, и вся страна Хузестана назывались одним именем А., город этот процветал, славился своей торговлей и для всей Западной Азии служил главным складочным местом сахарной торговли. В X веке этот город во время одного восстания был разрушен, и с тех пор он постепенно приходил в упадок».

## Климат
| Показатель                    | Янв. | Фев. | Март | Апр. | Май  | Июнь | Июль | Авг. | Сен. | Окт. | Нояб. | Дек. | Год   |
| ----------------------------- | ---- | ---- | ---- | ---- | ---- | ---- | ---- | ---- | ---- | ---- | ----- | ---- | ----- |
| Средний суточный максимум, °C | 17,3 | 20,3 | 25,3 | 31,8 | 39,0 | 44,3 | 46,2 | 45,3 | 42,5 | 35,6 | 26,5  | 19,4 | 32,79 |
| Средний суточный минимум, °C  | 6,5  | 8,2  | 11,8 | 16,7 | 22,2 | 25,1 | 27,3 | 26,5 | 22,6 | 17,9 | 12,3  | 7,7  | 17,07 |
| Норма осадков, мм             | 53   | 32   | 27   | 16   | 7    | 1    | 0    | 0    | 0    | 8    | 32    | 53   | 229   |
| Источник:                     |      |      |      |      |      |      |      |      |      |      |       |      |       |

## Транспорт
Имеется аэропорт. Автодороги связывают город с Исфаханом, Ширазом и Тегераном.

### Ахвазский метрополитен
В городе строится метрополитен. Планируется 23 километра подземных линий с 24 станциями.

## Экология
По результатам исследования ВОЗ, Ахваз признали городом с самым грязным воздухом на планете. Уровень загрязнения в Ахвазе превышает установленную ВОЗ норму почти в 17 раз.